# Stanisław Gniadek
Stanisław Gniadek (ur. 14 lutego 1909, zm. 8 października 1991), polski filolog romanista, profesor Uniwersytetu im. Adama Mickiewicza w Poznaniu.

## Życiorys
Studia z filologii romańskiej odbył w latach 1929-1933 na Uniwersytecie Jana Kazimierza we Lwowie, gdzie wśród jego wykładowców byli m.in. Edward Porębowicz, Zygmunt Czerny i Jerzy Kuryłowicz. Słuchał również wykładów wybitnych przedstawicieli filozoficznej szkoły lwowsko-warszawskiej. Od 1933 pracował jako asystent na macierzystej uczelni i prowadził ćwiczenia z języka francuskiego. Doskonalił się w tym czasie także we włoskim i rumuńskim. W 1937 został wykładowcą francuskiego w Korpusie Kadetów we Lwowie. Jako oficer 40 Pułku Piechoty Dzieci Lwowskich uczestniczył w obronie Warszawy we wrześniu 1939 i dostał się do niewoli niemieckiej. Więziony w oflagu II c (Woldenberg), brał aktywny udział w obozowej działalności edukacyjnej – nauce języków obcych, kursach zawodowych, wreszcie od 1941 w pracach Nauczycielskiego Instytutu Pedagogicznego. Prowadził zajęcia z języka francuskiego, historii literatury francuskiej, filozofii i logiki.
W pierwszych latach powojennych pracował w szkolnictwie średnim, był nauczycielem języka francuskiego w Zakliczynie, potem w Tuchowie. W 1951 przyjechał na stałe do Poznania i dołączył do kadry reaktywowanej Katedry Filologii Romańskiej Uniwersytetu Adama Mickiewicza, gdzie pracowali zarówno uczeni poznańscy (Mikołaj Rudnicki, Tadeusz Grabowski), jak i profesorowie dojeżdżający z innych placówek naukowych (m.in. Zygmunt Czerny, Mieczysław Brahmer, Henryk Elzenberg). W 1955 Gniadek przedstawił rozprawę Les études sur la grammaire de Port-Royal, na podstawie której uzyskał tytuł kandydata nauk (odpowiednik doktoratu). W 1956 mianowany docentem, niebawem został kierownikiem Katedry, przekształconej w 1961 w Instytut Filologii Romańskiej. Od 1971 nosił tytuł profesora nadzwyczajnego. W latach 1957–1961 był prodziekanem Wydziału Filologicznego, następnie dziekanem, wybierany był także dwukrotnie na delegata Wydziału do Senatu akademickiego. Poza Poznaniem prowadził wykłady na Uniwersytecie Jagiellońskim i Uniwersytecie Wrocławskim.
W pracy badawczej wiele miejsca, w tym nieopublikowaną rozprawę kandydacką, poświęcił gramatyce Port-Royal i fundamentalnemu dla niej dziełu Grammaire Générale et Raisonnée (1660). W związku z charakterystycznym dla tej gramatyki postrzeganiem języka jako wytworu rozumu, co wyrażało się w identyfikacji kategorii gramatycznych z kategoriami logicznymi, w analizach swoich Gniadek wykorzystywał swoje przygotowanie i filologiczne, i filozoficzno-logiczne. Doszedł m.in. do wniosku, że wszystkie prace językoznawcze bliskie Port-Royal podporządkowane zostały takim potrzebom, jak nauczanie i polemika religijna. Poza wspomnianą rozprawą kandydacką Gniadek ogłosił z tej dziedziny artykuły: La doctrine sémantique de Port-Royal („Studia Romanica Posnaniensia”, tom II, 1973), L'attitude des grammairiens du XVIe siècle par rapport à la grammaire raisonnée („Studia Romanica Posnaninsia”, tom VII, 1980), Port-Royal et la querelle du „bon usage” („Studia Romanica Posnaniensia”, tom VIII, 1981). Gramatyce Port-Royal Gniadek poświęcił także kilka wykładów wygłoszonych na forum Poznańskiego Towarzystwa Przyjaciół Nauk.
Gniadek był wybitnym specjalistą języka starofrancuskiego i języka prowansalskiego, a przez dłuższy czas jedynym znaczącym prowansalistą polskim. Zajmował się osobą i twórczością poety Frédérica Mistrala, noblisty, współtwórcy prowansalskiej szkoły literackiej. Mistralowi poświęcił m.in. swoją przedwojenną pracę magisterską (Le rythme du décasyllabe dans le Poème du Rhone de Frédéric Mistral), a także opracował i napisał wstęp do dzieła Mistrala Mirejo. Sielski poemat prowansalski (1964, wydanie Biblioteki Narodowej w przekładzie Czesława Jastrzębca-Kozłowskiego). W obszernym wstępie Gniadek przedstawił dzieje języka prowansalskiego i znaczenie poematu Mistrala, w tym jego wpływ na odrodzenie prowansalszczyzny, oczyszczenie z naleciałości i przywrócenie charakteru języka literackiego. Opracowanie Mirejo przyniosło Gniadkowi nagrodę Ministra Szkolnictwa Wyższego.
Z innych prac Gniadka należy wymienić wielokrotnie wznawianą Gramatykę języka francuskiego (pierwsze wydanie w 1961), będącą podręcznikiem zatwierdzonym do użytku szkolnego, a także inne dzieło z zakresu gramatyki Grammaire contrastive franco-polonaise (1979).
Stanisław Gniadek był wieloletnim redaktorem „Studia Romanica Posnaniensia” oraz członkiem kolegium redakcyjnego „Glottodidactica”. Brał udział w pracach licznych towarzystw i gremiów naukowych, m.in. Poznańskiego Towarzystwa Przyjaciół Nauk, Komitetu Neofilologicznego Polskiej Akademii Nauk, Komisji Kultury Antycznej Poznańskiego Oddziału Polskiej Akademii Nauk, Polskiego Towarzystwa Neofilologicznego (był jego wiceprezesem), Polskiego Towarzystwa Filozoficznego, Towarzystwa Przyjaźni Polsko-Francuskiej. W ramach resortu oświaty przewodniczył komisji programowej zespołu języka francuskiego, był także członkiem komisji podręcznikowej w resorcie nauki, szkolnictwa wyższego i techniki.